# Coordinadora No más AFP

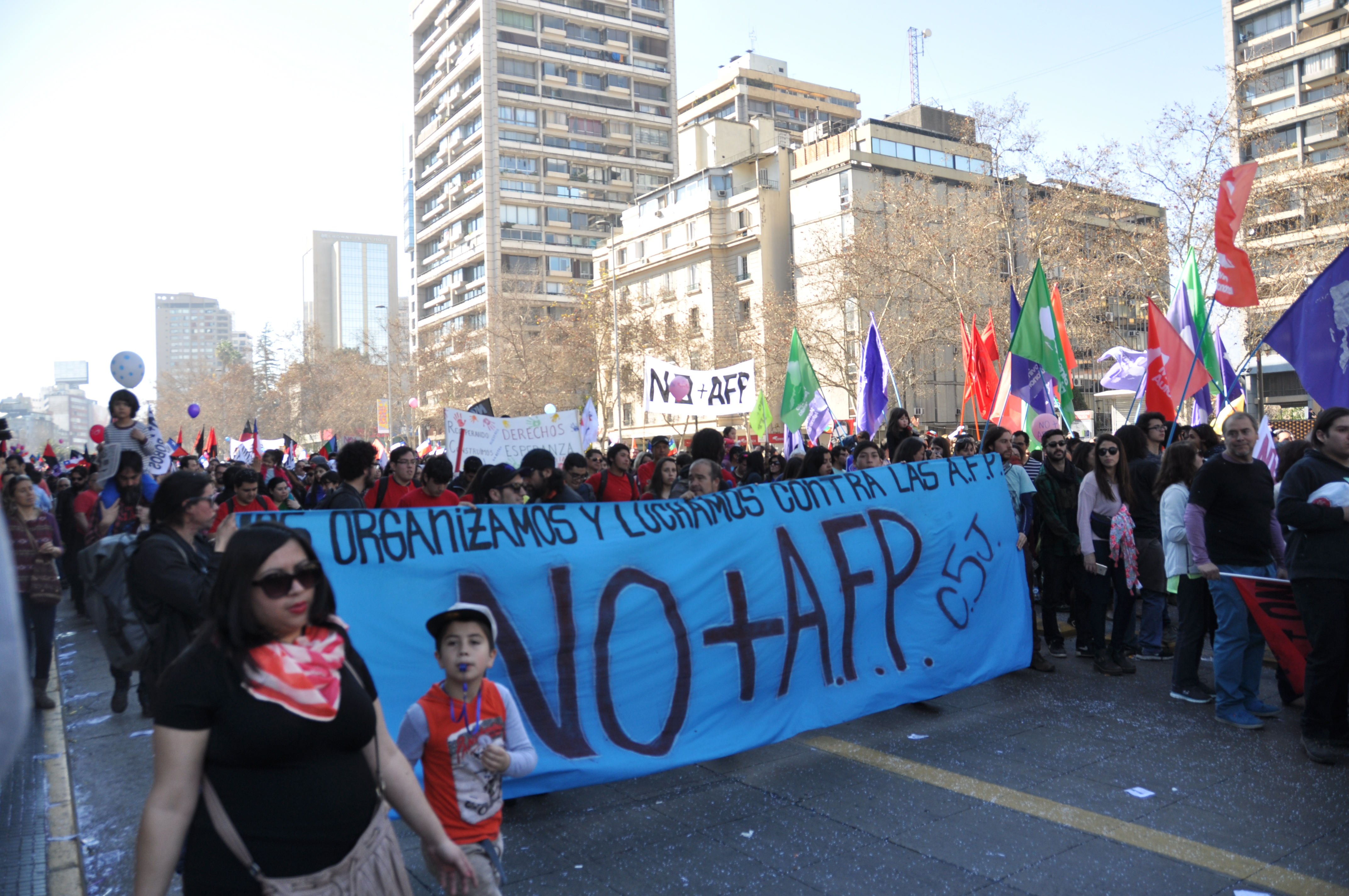
Protesta en Santiago de Chile en contra del sistema de pensiones (2016).

«Coordinadora No + AFP» es un movimiento social chileno consolidado en agosto de 2016, liderado por el sindicalista Luis Mesina y que nace a causa del malestar de la ciudadanía con respecto a las Administradoras de Fondos de Pensiones (AFP). Su objetivo central es terminar con el modelo actual e implementar un sistema de reparto.

## Historia
El movimiento social nace de una serie de manifestaciones realizadas desde el año 2016 en Chile. Estas manifestaciones emergen debido a las falencias en el funcionamiento de las Administradoras de Fondos de Pensiones (AFP) expresado en jubilaciones reales bajas con respecto a las expectativas prometidas, a causa del profundo lucro que implica la manipulación y administración de las pensiones. Se le ha acusado a las AFP de lucrar dañinamente con los fondos de los chilenos, afectando negativamente su jubilación.

#### Marchas y convocatorias
Dentro de las convocatorias “No+AFP” que más personas han congregado en el país, se encuentra la realizada el 26 de marzo de 2017. Una jornada familiar, pacífica y de carácter masivo, que reunió, según la coordinadora, a 800 mil personas en Santiago y a 2 millones de personas a nivel nacional. En Santiago, la marcha comenzó en Plaza Italia y terminó en estación Los Héroes.  

"Chile despertó, se cansó de la corrupción, se cansó del abuso sostenido, sistemático durante más de 40 años, Chile no quiere más este sistema de pensiones oprobioso, injusto e inmoral"

Estas fueron las palabras de Luis Mesina, vocero de la Coordinadora No+AFP. Esta manifestación pacífica sólo fue superada por “La marcha más grande” que congregó cerca de 1.200.000 personas en Santiago el 25 de octubre de 2019.

#### Utilización de RRSS
Las marchas y manifestaciones han sido convocadas principalmente por la Coordinadora NO+AFP quien hace las convocatorias  a través de su página en Facebook como también de otros medios digitales como su página web.
La “Coordinadora Nacional No Más AFP” cuenta con una página web, donde presentan sus propuestas, definen quiénes son y a qué se dedican, y entregan información relevante acerca del actual sistema de pensiones. En Facebook se puede encontrar una gran cantidad de publicaciones, principalmente en el grupo de carácter público “No + AFP” y en la página “Coordinadora Nacional No Más AFP”.
Las redes sociales han sido fundamentales para convocar manifestaciones a lo largo de todo el país, compartir foros, realizar conversatorios a través de Facebook Live, difundir información y compartir declaraciones públicas. Generalmente, se comparten registros audiovisuales de las manifestaciones en Instagram, Twitter y Facebook. Además, en estas se publican entrevistas audiovisuales y escritas realizadas por distintos medios de comunicación a Luis Mesina, vocero de No+AFP.
En el año 2020, la Coordinadora Nacional No Más AFP continuó realizando llamados apoyando distintas causas sociales en Chile. Con respecto al primer retiro del 10% de los Fondos de Pensiones se convocaron cacerolazos masivos a lo largo del país y “twittazos” (utilizando hashtags #NOmasABUSOS #DerogarDL3500 y #NOmasAFP en horas acordadas). Además, participaron activamente en las campañas del “Apruebo-Convención Constitucional”.
El movimiento tiene una fuerte presencia en redes sociales, por ejemplo, la “Coordinadora No + AFP” cuenta con más de 58.600 likes en Facebook; 51.700 seguidores en Twitter; 3700 seguidores en Instagram; y 708 subscriptores en Youtube. Es actualmente la página más grande del movimiento, seguida de cerca por la página “No + AFP”, con 44.500 likes en Facebook.

## Alcance e impacto

#### Entrevista José Piñera
El 3 de agosto de 2016, se realizó una de las entrevistas claves para entender el descontento posterior de las personas con las Administradoras de Fondo de Pensiones. Se trata de la entrevista con José Piñera en el programa El Informante, de Televisión Nacional de Chile (TVN).
José Piñera es un economista chileno, hermano del expresidente de la República de Chile, Sebastián Piñera. Se le atribuye a él la creación e implementación del sistema de AFP, la cual vino a estrenarse en el paquete de reformas neoliberales realizadas en medio de la dictadura de Augusto Pinochet, en donde José fue parte del Ministerio del Trabajo y Previsión Social.
Uno de los sucesos más polémicos ocurridos en medio de las protestas contra el sistema de pensiones, fue la entrevista realizada a José Piñera en el Informante, un programa periodístico del canal 24 Horas (parte del canal estatal TVN). En esta edición del programa, “el padre de las AFP” entró en controversia al defender el sistema de pensiones en medio de una agitada conversación con el periodista Juan Manuel Astorga. Con dichos como: “me siento orgulloso de lo que he hecho con Chile”, o “los hombres que han cotizado por 30 años o más, tienen pensiones en promedio superiores a los $650.000 (...) ¿les parece baja esa pensión?", terminó por desatar una cadena de duras críticas hacia la forma en la que José Piñera veía el sistema de pensiones.
Se destacó principalmente su desconocimiento de la situación socioeconómica chilena, debido a que, durante la entrevista, habló de cifras que señalaban a un crecimiento económico irreal y pensiones con números sesgados en cuanto a su cotización. Posterior a la conversación, se comentó la utilización de manipulación de cifras, o de cifras falsas por parte de José Piñera.
Es posible adjudicar esta entrevista a los movimientos posteriores de “No + AFP”, ya que generó cierta polémica acerca del desconocimiento de la clase política, en referencia a la situación previsional de miles de chilenos.

#### Retiro del 10%
El 24 de julio del 2020 se promulgó la reforma constitucional que permitió el retiro excepcional del 10% de los fondos acumulados de capitalización individual, esto bajo el marco de la crisis económica provocada por la pandemia del COVID-19. Durante este tiempo, Chile se encontraba bajo un Estado de Excepción Constitucional por Calamidad Pública, y además bajo una alerta sanitaria, que limitaba el libre tránsito de los ciudadanos, estableciéndose cuarentenas totales en todas las comunas de la Región Metropolitana, lo que afectaba directamente el bolsillo de todos los chilenos.
Los economistas chilenos tuvieron amplios debates sobre los posibles efectos que traería consigo la medida implementada, y si era pertinente realizar tal acción. Antes de su aprobación se pronosticaron varios efectos negativos que el retiro de los fondos de pensiones podía provocar, como por ejemplo una “caída catastrófica pronosticada en el valor de los fondos de pensiones, por la venta rápida y concentrada de activos” o “la caída de la bolsa”, sin embargo, estos pronósticos no se han cumplido. Tomás Izquierdo, gerente general de GEMINES, declaró que “Si este es el primer paso para finalmente destruir el sistema de capitalización individual, el impacto que eso tiene en el ahorro nacional, el impacto que eso tiene en la fortaleza de la economía chilena en una perspectiva de mediano a largo plazo es enorme”.